# Тарас Буљба
Тарас Буљба (рус. Тарас Бульба) је кратак историјски роман Николаја Гогоља из циклуса „Миргород“. Штампан је 1835, а друго прерађено издање је изашло 1842. Друго издање је основа свих савремених издања. 
Радња романа се тиче историје запорошких козака. Није могуће повезати радњу романа са конкретним историјским догађајима. Главни јунак је Тарас Буљба, стари козак, који са својим синовима Андрејем и Остапом, полази у борбу против пољске шљахте, а у одбрану православља. 
Ово дело Николаја Гогоља је писано на класичан начин; ликови нису карикирани као што је био Гогољев манир. Идејно, Тарас Буљба је дело у стилу романтичног националног препорода. Гогољ је у њему дао приказ концепта „руске душевности“. Дело је богато авантурама и приказима бојева, као и Гогољевим карактеристичним хумором. 
Упркос свом руском империјализму, роман Тарас Буљба постао је популаран у Украјини одмах по објављивању, а од 1850. године објављено је више од десет комплетних превода романа на украјински језик. 
Поред тога, роман Тарас Буљба је постао једно од најуспешнијих прозних дела руске књижевности, инспиришући украјинске и стране уметнике на читав низ различитих изведених дела, укључујући опере и оперете, филмове, ТВ серије, слике и друга дела уметности. 

## Уметничке адаптације
Роман Тарас Буљба је послужио као инспирација за истоимену оперу украјинског композитора Миколе Лисенка. Леош Јаначек (1854-1928) је компоновао симфонијску рапсодију Тарас Буљба. 
По роману је снимљено неколико филмова, од којих је најпознатија верзија из 1962. са Јулом Бринером и Тонијем Кертисом.
Прича је више пута адаптирана за филм:
- Тарас Буљба (1909), адаптација немог филма, у режији Александра Дранкова
- Тарас Буљба (1924), направљен у Немачкој од стране руског изгнаника Јосифа Н. Ермољева
- Тарас Буљба (1936), француска продукција, у режији руског редитеља Алексиса Грановског, са запаженим декором Андреја Андрејева
- Син побуњеника (1938), британски филм у којем глуми Харије Баур са споредном поставом значајних британских глумаца
- Тарас Буљба (1962), америчка адаптација са Јулом Бринером и Тонијем Кертисом у главним улогама у режији Џеј Ли Томпсона; ова адаптација је садржала значајну музичку партитуру Франца Ваксмана, која је номинована за Оскара. Бернард Херман је то назвао "резултатом живота".
- Тарас Буљба, козак, италијанска филмска верзија из 1962.
- Ко је освајач?, украјински филм у којем игра Нудтават Саксири као Тарас.
- Тарас Буљба (2009), у режији Владимира Бортка, по наруџбини руске државне телевизије и у потпуности плаћеном од руског Министарства културе. Укључује украјинске, руске и пољске глумце као што су Бохдан Ступка (као Тарас Буљба), Ада Роговцева (као супруга Тараса Буљба), Игор Петренко (као Андреј Буљба), Владимир Вдовиченков (као Остап Буљба) и Магдалена Миелцарз (као пољски племић девојка). Филм је сниман на неколико локација у Украјини, као што су Запорожје, Хотин и Камјанец-Подилски током 2007. У сценарију је коришћено издање романа из 1842. године.
- Веер (2010), хиндски филм смештен у Индију 19. века, делимично је заснован на заплету Тараса Булбе.